# Makalu Baruns nationalpark
Makalu Baruns nationalpark är en nationalpark i Nepal, den åttonde nationalparken, som inrättades 1992, som en östlig förlängning av Sagarmatha nationalpark. Nationalparken är 1500 km2 och ligger i distrikten Solukhumbu och Sankhuwasabha. Det är världens enda reservat som har en höjdskillnad på mer än 8000 meter, och innehåller såväl djungel som snöhöljda bergstoppar. Nationalparken omges av en buffertzon på 830 km2.
Reservatet har fått namn av en av områdets glaciärer, Barun-glaciären och av det högsta berget. Inom nationalparken finns världens femte högsta berg, Makalu, 8463 m ö.h. och vidare Chamlang , 7319 m ö.h., Baruntse, 7129 m ö.h. och Mera Peak, 6654 m ö.h.
Det skyddade området är ungefär 66 kilometer i öst-västlig och 44 kilometer i nord-sydlig riktning. Från
Dalen vid Arun river I sydost på höjden 344–377 m ö.h. stiger parkområdet upp till Makalus topp på 8462 meters höjd. Nationalparken gränsar i norr mot Chomolungmas naturreservat i Tibet.
Det skyddade området utgör vidare en del av det skyddade Sacred Himalayan Landscape, som huvudsakligen ligger i Nepal, men också sträcker sig in i Sikkim och Darjeeling i Indien.

## Klimat
Nationalparken ligger i Himalayas östra klimatzon där monsunregnen börjar i juni och avklingar sent i september. Under dessa månader faller ungefär 70 procent av den årliga nederbörden, som ligger på 4000 mm per år. De första utlöparna av monsunen når området i april. 
Temperaturvariationerna i området är avsevärda på grund av höjdskillnaderna. På lägre höjd är temperaturen måttlig under vintern och april-maj är varma månader. De tropiska och subtropiska zonerna är frostfria, med en medeltemperatur för månaderna som överstiger 18 °C.

## Djurliv

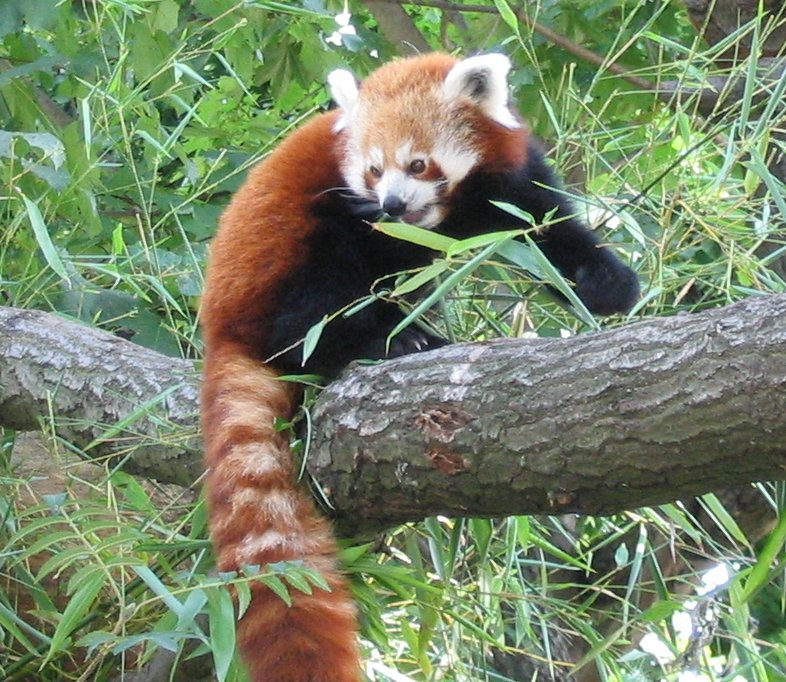
Kattbjörn, röd panda, eller mindre panda.

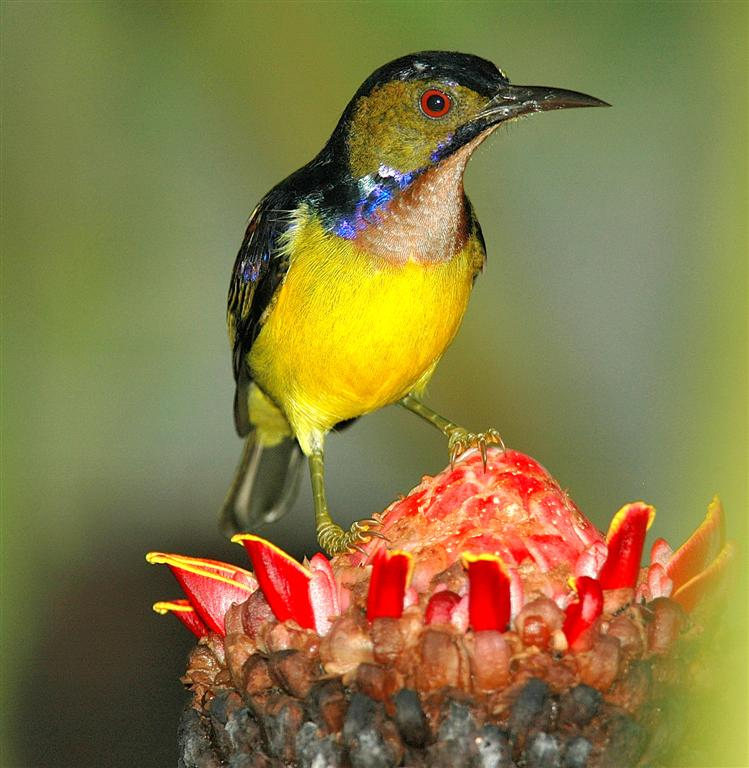
Brunstrupig solfågel (Anthreptes malacensis).

Det finns 315 arter av dagfjärilar, 43 arter av kräldjur och 16 arter av groddjur. 78 arter av fiskar har dokumenterats.
Ornitologer har vid inventeringar funnit 440 fågelarter, från rovfåglar som olika arter av örnar till storkfåglar som asiatisk ullhalsstork och tättingar som solfåglar och spindeljägare. Bland de 16 sällsynta eller skyddade fågelarterna kan nämnas halsbandsparakit, Herkuleskungsfiskare, menintingkungsfiskare, blånackad juveltrast, azurflugsnappare, sultanmes, silverörad sångtimalia, nepalskriktrast och vitnackad yuhina.
Det finns 88 däggdjursarter som finns inom reservatets område, bland annat snöleopard, indisk leopard (underart till leopard, Panthera pardus fusca), trädleopard, djungelkatt, leopardkatt, guldschakal, himalayavarg (underart till varg, Canis lupus filchneri), rödräv, kattbjörn, kragbjörn, hulmaner, assammakak, himalayatahr, goral, muntjaker, myskdjur, Moschus, himalayaserov, vildsvin, flygekorrar, flera arter av uttrar, Prionodon pardicolor, bergsvessla och murmeldjur. I maj 2009 lyckades zoologer fånga den asiatiska guldkatten på bild i nationalparken med kamera som hade rörelsesensor. Det skedde på en höjd av 2 517 m ö.h.